# Камчуга (деревня)
Камчуга — деревня в Тотемском районе Вологодской области.
Входит в состав Медведевского сельского поселения, с точки зрения административно-территориального деления — в Медведевский сельсовет.
Расположена на правом берегу реки Сухона. Расстояние до районного центра Тотьмы по автодороге — 29,3 км, до центра муниципального образования посёлка Камчуга по прямой — 0,9 км. Ближайшие населённые пункты — Запольная, Камчуга, Лобаниха.
По переписи 2002 года население — 23 человека (12 мужчин, 11 женщин). Всё население — русские. В 2012 году в деревне не было ни одного жителя.